# Hexham
Hexham – miasto i civil parish w Anglii, w hrabstwie Northumberland, w dystrykcie (unitary authority) Northumberland. Leży 32 km na zachód od miasta Newcastle upon Tyne i 407 km na północ od Londynu. W 2011 roku civil parish liczyła 11 829 mieszkańców.

## Miasta partnerskie
- Metzingen
- Noyon[4]